# Ицгрунд
Ицгрунд (њем. Itzgrund) општина је у њемачкој савезној држави Баварска. Једно је од 17 општинских средишта округа Кобург. Према процјени из 2010. у општини је живјело 2.340 становника. Посједује регионалну шифру (AGS) 9473138.

## Географски и демографски подаци
Ицгрунд се налази у савезној држави Баварска у округу Кобург. Општина се налази на надморској висини од 250–450 метара. Површина општине износи 33,1 km². У самом мјесту је, према процјени из 2010. године, живјело 2.340 становника. Просјечна густина становништва износи 71 становника/km².